# Апоневроз

Апоневроз

Апоневро́з, іноді сухожи́лкове розтя́гнення (грец. απονευρωσις) — сухожилля, яким широкі м'язи прикріплюються до кісток або інших тканин. У людини апоневроз є в ділянці долоні, підошви, волосистої частини голови та ін. 
Іноді терміном «апоневроз» позначають щільну фасцію.